# Aleksy Dobosz
Aleksy Dobosz (ukr. Олекса Довбуш, Ołeksa Dowbusz, ur. 1700 w Peczeniżynie, zm. 24 sierpnia 1745 w Kołomyi) – zbójnik karpacki grasujący ze swoją bandą w latach 1739–1745 na Pokuciu w okolicach Mikuliczyna, bohater pieśni i legend huculskich.

## Działalność Dobosza
Główna kryjówka bandy mieściła się w masywie Czarnohory, skąd zbójnicy wyprawiali się w doliny, by rabować dwory szlacheckie, wsie i miasteczka, nie cofając się przed tak śmiałymi napadami, jak np. na jarmark w Bolechowie. Znane jest najście opryszków Dobosza na dwór Jędrzeja Karpińskiego, ojca poety, w dniu narodzin Franciszka. Zbójnik ułagodzony dobrym przyjęciem zrezygnował z rabunku, polecając jedynie, by na chrzcie nadano chłopcu imię Aleksy.
Był to jednak wypadek (o ile prawdziwy) odosobniony. Z reguły w trakcie napadów zbójnicy torturowali w najwymyślniejszy sposób swoje ofiary w celu wymuszenia ujawnienia skrytek ze skarbami. Nieobce były im morderstwa i gwałty. Szalenie odważny i sprytny Dobosz uniknął wszystkich zasadzek i pościgów. Zginął zabity przez huculskiego chłopa, Dźwinkę ze wsi Kosmacz, któremu uwiódł żonę.

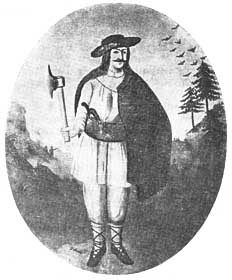
Dovbush, 1700

Legenda mówi, że Dobosz „uczony był”, pisać i czytać umiał, a rabował po to, by bogatym brać, a biednym dawać. Dodatkowym motywem miała być zemsta za doznane krzywdy. Wśród miejsc związanych z Doboszem wymieniano drewnianą cerkiewkę koło Bolechowa, gdzie zbójnicy ucztowali po udanym napadzie, a także wydrążoną kłodę dębową przerzuconą nad potokiem we wsi Turka. Wewnątrz tej kłody Dobosz się ukrywał „dymem przez ludzi starosty wykurzany”.
Kule się go nie imały. Dopiero Dźwinka wydobył od skruszonej żony, że chcąc Dobosza zgładzić trzeba „strzelbę nabić kulą srebrną, a na wierzch nałożyć 9 ziarn pszenicy poświęcone przez popa, który nad nimi 12 ewangelii odmówi”. I tak Dobosz, zdradzony przez kochankę, padł od kuli zazdrośnika. Zmarł podobno od rany w swej kryjówce w Czarnohorze, a przed śmiercią sam ułożył i odśpiewał towarzyszom balladę:
Oj popid haj zełeneńki
chodyt Dobosz mołodeńki
taj na niżku nalehaje,
topircem sia pidperaje...

## Dobosz w literaturze
Dobosz pojawia się w wielu balladach i śpiewkach huculskich. Znana była kołomyjka ostrzegająca, by nie wierzyć żadnej dziewczynie z Kosmacza, bo wszystkie zdradzają. August Bielowski napisał „Dumkę o Doboszu” z wykorzystaniem ludowej melodii ukraińskiej.
Po śmierci Dobosza hersztem jego bandy był Wasyl Bajurak, który po śmierci Dobosza rok tylko dokazywał. Franciszek Karpiński w dzieciństwie był świadkiem jego powieszenia w Stanisławowie.